# Stars Dance
A Stars Dance Selena Gomez amerikai színész- és énekesnő debütáló albuma, amely 2013. július 23-án jelent meg a Hollywood Records kiadásában, CD és digitálisan letölthető formátumban.

## Számlista
| 1.    | Birthday           | 3:20 |
| 2.    | Slow Down          | 3:30 |
| 3.    | Stars Dance        | 3:37 |
| 4.    | Like a Champion    | 2:55 |
| 5.    | Come & Get It      | 3:51 |
| 6.    | Forget Forever     | 4:11 |
| 7.    | Save the Day       | 3:52 |
| 8.    | B.E.A.T.           | 3:05 |
| 9.    | Write Your Name    | 3:16 |
| 10.   | Undercover         | 3:53 |
| 11.   | Love Will Remember | 3:31 |
| 39:01 |                    |      |

### Bónusz számok
| 1.    | Nobody Does It Like You            | 3:56 |
| 2.    | Music Feels Better                 | 3:10 |
| 3.    | Come & Get It DJ Laszlo Club Remix | 7:42 |
| 53:52 |                                    |      |